# Cemil Can Ali Marandi
Cemil Can Ali Marandi (17 de gener de 1998), és un jugador d'escacs turc, que té el títol de Gran Mestre des del 2017.
A la llista d'Elo de la FIDE del desembre de 2021, hi tenia un Elo de 2542 punts, cosa que en feia el jugador número 6 (en actiu) de Turquia. El seu màxim Elo va ser de 2552 punts, a la llista del novembre de 2018.

## Resultats destacats en competició
Ha estat cinc cops campió d'Europa de la joventut en cinc categories diferents: Sub-10 el 2008, Sub-12 el 2010, Sub-14 el 2011, Sub-16 el 2014 i Sub-18 el 2015.

### Participació en olimpíades d'escacs
Marandi ha participat, representant Turquia, en una Olimpíada d'escacs l'any 2012 a l'Olimpíada de Turquia, amb un resultat de (+2 =5 –2), per un 50,0% de la puntuació.

## Reconeixement
La Presidenta de la Federació d'Escacs de Turquia, Gülkız Tulay, va dir de Cemil Can: "Un nou Kaspàrov ha nascut."